# Ould M'Bonny
Ould M'Bonny är en kommun i departementet Sélibabi i regionen Guidimaka i Mauretanien. Kommunen har en yta på 491,9 km2, och den hade 7 697 invånare år 2013.